# Negazionismo
Il negazionismo è una corrente pseudostorica e pseudoscientifica del revisionismo che consiste in un atteggiamento storico-politico che, a fini ideologici e politici, nega contro ogni evidenza l'accadimento di fenomeni storici accertati, ad esempio guerre, genocidi, pulizie etniche o crimini contro l'umanità.
Spesso i negazionisti non accettano tale etichetta e in taluni casi accusano la storiografia che essi stessi negano: ad esempio chi nega l'Olocausto cerca di essere accreditato come revisionista.
Recentemente il significato del termine negazionismo, per similitudine, viene esteso oltre che in ambito storico anche in ambito scientifico con le stesse modalità, ad esempio il negazionismo climatico o il negazionismo sanitario.

## Caratteristiche
In un articolo di giornale del 2003, Edwin Cameron, un giudice sudafricano affetto da AIDS, descrisse le tattiche psicologiche usate da coloro secondo i quali l'Olocausto non sarebbe mai avvenuto e per i quali la pandemia di AIDS non sarebbe causata dal virus HIV. Secondo Cameron "per i negazionisti le verità sono inaccettabili. Giustificano idee radicali e che vanno in controtendenza rispetto alle prove schiaccianti confermate da esperti laici. Per fare ciò distorcono la realtà, affermano mezze verità, dichiarano falsità su ciò che asseriscono i loro avversari, e cambiano il loro modo di pensare così come le loro idee quando fa a loro comodo". Edwin Cameron osserva che una tattica comune utilizzata dai negazionisti è "fare leva sull'inevitabile indeterminatezza di cifre e statistiche", poiché gli studi scientifici in molte aree di ricerca si basano sull'analisi probabilistica di insiemi di dati, e negli studi su serie storiche, l'esatto numero delle vittime e altri dati potrebbero non essere disponibili nelle fonti primarie.
Un articolo del 2009 pubblicato sulla rivista Globalization and Health riporta che il "mettere in questione dei dati accertati" così come il "basarsi su stime pseudo-scientifiche" sono caratteristiche che si presentano in molte forme di negazionismo. Quando Deborah Lipstadt accusò lo scrittore negazionista David Irving in merito ad alcune dichiarazioni da lui fatte sullo sterminio nazista degli ebrei, lo storico britannico Richard J. Evans prese le posizioni di Lipstadt:
Mark Hoofnagle sostenne che il negazionismo sarebbe "l'impiego di tattiche retoriche per dare l'impressione di argomentazioni o discussioni legittime, quando in realtà non ce ne sono". Secondo Hoofnagle tale processo opera impiegando una o più delle seguenti cinque tattiche al fine di mantenere l'apparenza di legittima controversia:
- Teorie del complotto - Ignorare i dati o l'osservazione suggerendo che gli oppositori sono coinvolti in "una cospirazione mirata a sopprimere la verità".
- Cherry picking - Selezione di un documento critico anomalo a sostegno della propria idea, o utilizzo di documenti obsoleti, imperfetti e screditati per rendere meno credibili le ricerche effettuate dagli oppositori. Diethelm e McKee (2009) dichiararono che: "I negazionisti di solito non sono scoraggiati dall'estremo isolamento delle loro teorie, ma piuttosto lo vedono come un'indicazione del loro coraggio intellettuale contro l'ortodossia dominante e la correttezza politica che l'accompagna."
- Falsi esperti - Pagare un esperto nel campo, o in un altro campo, per fornire prove a sostegno o credibilità. Questo va di pari passo con l'emarginazione di veri esperti e ricercatori.
- Moving the goalposts (letteralmente "spostare i pali della porta") - Con tale idioma si indica l'ignorare le prove presentate in risposta a una specifica affermazione chiedendo continuamente altre prove (spesso ritenute insoddisfacenti).
- Altri errori logici - Di solito uso di una o più false analogie, argumentum ad consequentiam, argomenti fantoccio o depistaggi.

## Regolamentazione giuridica
In alcuni paesi (Austria, Belgio, Germania) è reato la negazione del genocidio del popolo ebraico, mentre in altri (Israele, Portogallo, Francia e Spagna) viene punita la negazione di qualsiasi genocidio. Norme antinegazioniste sono state introdotte anche nella legislazione di Australia, Nuova Zelanda, Svezia, Lituania, Polonia, Repubblica Ceca, Slovacchia, e Romania. In genere è prevista come pena la reclusione, che in alcuni paesi può arrivare fino a dieci anni. Nel 2007 le Nazioni Unite hanno approvato una risoluzione statunitense che "condanna senza riserve qualsiasi diniego dell'Olocausto e sollecita tutti i membri a respingerlo, che sia parziale o totale, e a respingere iniziative in senso contrario".
Anche l'Ungheria, il Liechtenstein, il Lussemburgo e la Svizzera puniscono il negazionismo, così come i Paesi Bassi lo includono nella categoria dei "crimini d'odio" mentre altri paesi legiferano su altre forme di negazionismo: l'Ucraina punisce il negazionismo dei crimini sovietici quale l'Holodomor. Alcuni negazionisti propugnano l'idea per la quale esista un complotto per il quale gli storici siano succubi del "credo olocaustico", difeso in molti paesi con la forza della legge, eterodiretta dai poteri forti.

### Unione europea
L'Unione europea ha preso posizione il 28 novembre 2008 contro il negazionismo con una Decisione Quadro (2008/913/GAI) del Consiglio "sulla lotta contro talune forme ed espressioni di razzismo e xenofobia mediante il diritto penale" con cui chiede che ciascuno Stato membro adotti le misure necessarie affinché siano resi punibili diversi comportamenti intenzionali, tra cui: 
- l'apologia, la negazione o la minimizzazione grossolana dei crimini di genocidio, dei crimini contro l'umanità e dei crimini di guerra, quali definiti agli articoli 6, 7 e 8 dello statuto della Corte penale internazionale
- l'apologia, la negazione o la minimizzazione grossolana dei crimini definiti all'articolo 6 dello statuto del Tribunale militare internazionale, allegato all'accordo di Londra dell'8 agosto 1945[10]

### Italia
In Italia non esiste una legge specificamente scritta contro il reato di negazionismo. Sono puniti l'incitamento all'odio e il comma 3 dell'articolo 414 del codice penale prevede il divieto di apologia di delitto.
Nel gennaio 2007 l'allora Ministro della giustizia Clemente Mastella annunciò la proposta di un disegno di legge che avrebbe dovuto prevedere la condanna, e anche la reclusione, per chi avesse negato l'esistenza storica della Shoah. Contro tale progetto si espresse la Società Italiana per lo Studio della Storia Contemporanea, tramite un comunicato firmato da 28 accademici, a cui aderirono altri 112 storici, appartenenti a quasi tutte le università italiane, affermando che «si offre ai negazionisti, com'è già avvenuto, la possibilità di ergersi a difensori della libertà d'espressione» e che «si accentua l'idea, assai discussa anche tra gli storici, della “unicità della Shoah”, non in quanto evento singolare, ma in quanto incommensurabile e non confrontabile con ogni altro evento storico, ponendolo di fatto al di fuori della storia o al vertice di una presunta classifica dei mali assoluti del mondo contemporaneo». Poi ancora: «La strada della verità storica di Stato non ci sembra utile per contrastare fenomeni, molto spesso collegati a dichiarazioni negazioniste (e certamente pericolosi e gravi), di incitazione alla violenza, all'odio razziale, all'apologia di reati ripugnanti e offensivi per l'umanità; per i quali esistono già, nel nostro ordinamento, articoli di legge sufficienti a perseguire i comportamenti criminali che si dovessero manifestare su questo terreno», e concludendo «È la società civile, attraverso una costante battaglia culturale, etica e politica, che può creare gli unici anticorpi capaci di estirpare o almeno ridimensionare ed emarginare le posizioni negazioniste». L'appello venne accolto e il decreto legge presentato al Senato della Repubblica il successivo 5 luglio, non conteneva traccia del reato di negazionismo..
Il 16 ottobre 2012, richiamandosi alla decisione quadro dell'Unione Europea, venne presentato dalla senatrice PD Silvana Amati un disegno di legge, sottoscritto da 97 senatori, per contrastare il negazionismo, che modificando l'articolo 3 della legge 13 ottobre 1975, n. 654 (ddl S. 3511) prevedeva "la reclusione fino a 3 anni per chiunque, con comportamenti idonei a turbare l'ordine pubblico o che costituiscano minaccia, offesa o ingiuria, fa apologia dei crimini di genocidio, dei crimini contro l'umanità e dei crimini di guerra, come definiti dagli articoli 6, 7 e 8 dello Statuto della Corte penale internazionale, ovvero nega la realtà, la dimensione o il carattere genocida degli stessi"; tuttavia, la fine della XVI legislatura impedì l'esame della proposta di legge.
Il 15 marzo 2013 venne ripresentata al Senato una nuova proposta di modifica dell'articolo 3 della legge n. 654 per punire chiunque avesse posto "in essere attività di apologia, negazione, minimizzazione dei crimini di genocidio, dei crimini contro l'umanità e dei crimini di guerra, come definiti dagli articoli 6, 7 e 8 dello statuto della Corte penale internazionale, o propagandato idee, distribuito, divulgato o pubblicizzato materiale o informazioni, con qualsiasi mezzo, anche telematico, fondati sulla superiorità o sull'odio razziale, etnico o religioso, ovvero, con particolare riferimento alla violenza e al terrorismo, se non punibili come più gravi reati, fatto apologia o incitato a commettere o commesso atti di discriminazione per motivi razziali, etnici, nazionali o religiosi, anche mediante l'impiego diretto od interconnesso di sistemi informatici o mezzi di comunicazione telematica ovvero utilizzando reti di telecomunicazione disponibili".
Contro l'introduzione del "reato di negazionismo" si sono pronunciati storici, accademici, penalisti ed esponenti della comunità ebraica.
Per l'Unione delle Camere Penali Italiane «Dopo il femminicidio la Shoah, continua la deriva simbolica del diritto penale che fa del male, prima di tutto, proprio ai simboli che usa [...] La tragedia della Shoah è così fortemente scolpita nella storia e nella coscienza collettiva del nostro Paese, da non temere alcuno svilimento se una sparuta minoranza di persone la pone in dubbio o ne ridimensiona la portata. [...] l'idea di arginare un'opinione - anche la più inaccettabile o infondata - con la sanzione penale è in contrasto con uno dei capisaldi della nostra Carta Costituzionale, la quale all'art. 21 comma 1 non pone limiti di sorta alla libertà di manifestazione del pensiero [...] anche un solo argine - benché eticamente condivisibile - all'esercizio delle libertà politiche (e tale è, prima fra tutte, la libertà di espressione) introduce un vulnus al principio che l'elenco di esse deve restare assolutamente incomprimibile: quell'elenco infatti, come diceva Calamandrei "non si può scorciare senza regredire verso la tirannide"».
Per Adriano Prosperi «Il principio della libertà intellettuale e l'inviolabile diritto di ciascuno a non essere punito per legge per le proprie convinzioni sono il frutto di secoli di lotte contro l'intolleranza e la censura di poteri religiosi o politici. Sarebbe una vittoria postuma dei regimi totalitari sconfitti al prezzo di un immane conflitto mondiale se nella nostra repubblica democratica si dovesse ricorrere alla barriera del codice penale per difendere dalle deformazioni e dagli errori la verità storica». «È bastata una sentenza austriaca contro David Irving per fare di un sedicente storico, che nessuno prendeva sul serio in Inghilterra, un martire della libertà di pensiero».
Per Stefano Levi Della Torre, tra gli altri motivi, sarebbe «aberrante colpire per legge reati di opinione, anche perché ciò propone indirettamente che esista una verità ufficiale sancita per legge. La falsità per legge presuppone una verità per legge, e questo è un'idea familiare alle inquisizioni e ai totalitarismi». Perseguire i negazionisti quindi «ne favorisce il vittimismo, regala loro il vanto del martirio, la figura di chi si batte per la libertà di pensiero, contro il conformismo istituzionale e oppressivo».
A favore dell'introduzione in Italia di una legge contro il negazionismo si sono pronunciati Francesca Recchia, alcuni politici e Riccardo Pacifici.
Secondo Donatella Di Cesare, autrice del primo libro italiano sul negazionismo, «non si tratta assolutamente di voler limitare la libertà di stampa o di opinione né tanto meno quella di ricerca, anzi, è fondamentale che il tema della Shoah continui a essere approfondito. Ma negare la Shoah non è un'opinione e non costituisce alcuna tesi storica. [...] Le nostre democrazie, [...] sono molto giovani e sono nate sulle ceneri di Auschwitz, sono democrazie fragili che dobbiamo proteggere. I negazionisti non vogliono ricercare la verità, ma, lo ripeto, attentare ai fondamenti della democrazia e del dialogo democratico». L'analisi svolta da Di Cesare arriva ad affermare che "è sbagliato il modo in cui viene posta la questione della libertà di opinione. È proprio un liberalismo astratto, di matrice ottocentesca, che ha portato ad Auschwitz e che in seguito non è stato in grado di riflettere su quella frattura nella civiltà occidentale [...] Sotto il profilo etico-politico emerge il fallimento di questo liberalismo astratto, viene alla luce il limite del detto attribuito a Voltaire: «disapprovo quello che dici, ma difenderò fino alla morte il tuo diritto a dirlo». Che ne è però di questo detto, se si oltraggia un terzo? È evidente che qui c'è un salto etico".
Il giorno 11 febbraio 2015 il Senato ha approvato con 234 voti favorevoli, 8 astenuti e 3 contrari un disegno di legge per adeguare le leggi italiane agli orientamenti normativi europei, che include anche il divieto di apologia e minimizzazione della Shoah, dei genocidi, dei crimini contro l'umanità e dei crimini di guerra.

## Tecniche del negazionismo

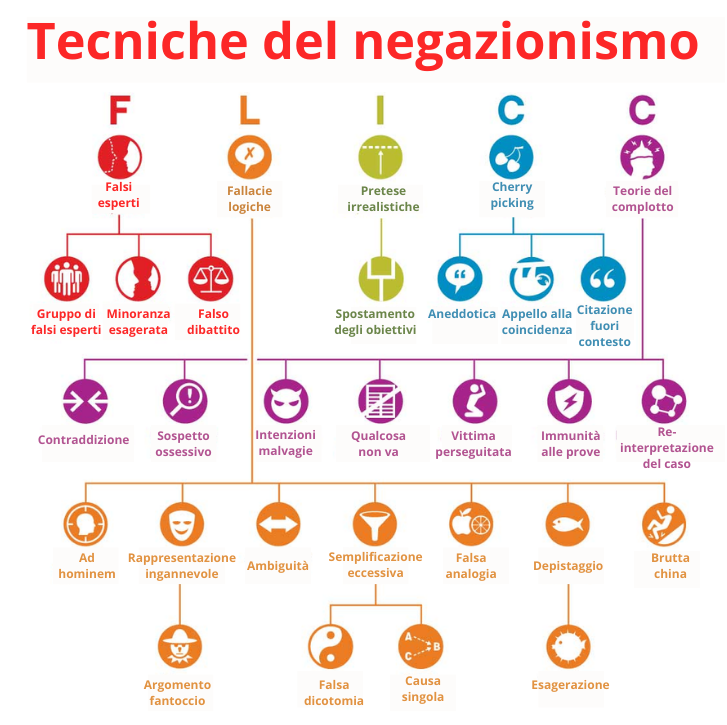
Un possibile schema che riassume le principali tecniche del negazionismo

La maggior parte, se non tutte, delle tecniche utilizzate dai negazionisti sono sfruttate al fine dell'inganno e della negazione. Le specifiche pratiche del negazionismo variano da utilizzare documenti falsi o documenti contraffatti spacciandoli come fonti autentiche, o per il medesimo scopo inventare motivazioni per screditare documenti autentici, a sfruttare le opinioni estrapolandole al di fuori del loro contesto storico. Altre tecniche includono la manipolazione di dati statistici per sostenere il dato punto di vista e deliberate traduzioni errate di testi scritti in altre lingue. Invece di sottoporre i loro scritti alla prova di una revisione paritaria, i negazionisti riscrivono la storia per sostenere il loro programma e spesso si avvalgono di sofismi per ottenere i risultati desiderati. Poiché il negazionismo può essere usato per negare, ingannare, o influenzare spiegazioni e percezioni, può essere considerato come una tecnica di propaganda, infine, le tecniche del negazionismo s'inseriscono entro i dibattiti intellettuali allo scopo di promuovere la loro interpretazione o percezione della storia.
Lo storico inglese Richard J. Evans ha così descritto la differenza di approccio tra storici revisionisti e negazionisti:
Costoro non utilizzano come autentici documenti che essi sanno essere dei falsi, anche se questi falsi potrebbero dare un supporto a quanto stanno sostenendo.
Non inventano geniali ma implausibili motivazioni, assolutamente non provate, per screditare documenti autentici, se questi documenti sono in contrasto con le loro argomentazioni, ma correggono le loro argomentazioni, se è il caso, o, addirittura, le abbandonano del tutto.
Non attribuiscono volontariamente le proprie conclusioni a libri e altre fonti, che, in realtà, ad un esame rigoroso, affermano il contrario.
Costoro non cercano avidamente i numeri più favorevoli possibili in una serie di dati statistici, indipendentemente dalla loro affidabilità, o altro, semplicemente perché vogliono, per qualsiasi motivo, massimizzare i dati statistici in questione, ma piuttosto, valutano tutti i dati disponibili, come potenzialmente possibili, al fine di trovare un numero che resista all'esame critico degli altri studiosi.
Costoro non traducono consapevolmente e scorrettamente le fonti in lingue straniere, al fine di renderle più utilizzabili per la loro finalità. Non inventano volontariamente parole, frasi, citazioni, incidenti e avvenimenti, per le quali non esiste alcuna prova storica, al fine di rendere le proprie argomentazioni più credibili.»
(tratto da David Irving, Hitler and Holocaust Denial: Electronic Edition)

## Casi di negazionismo

### Il negazionismo dell'Olocausto

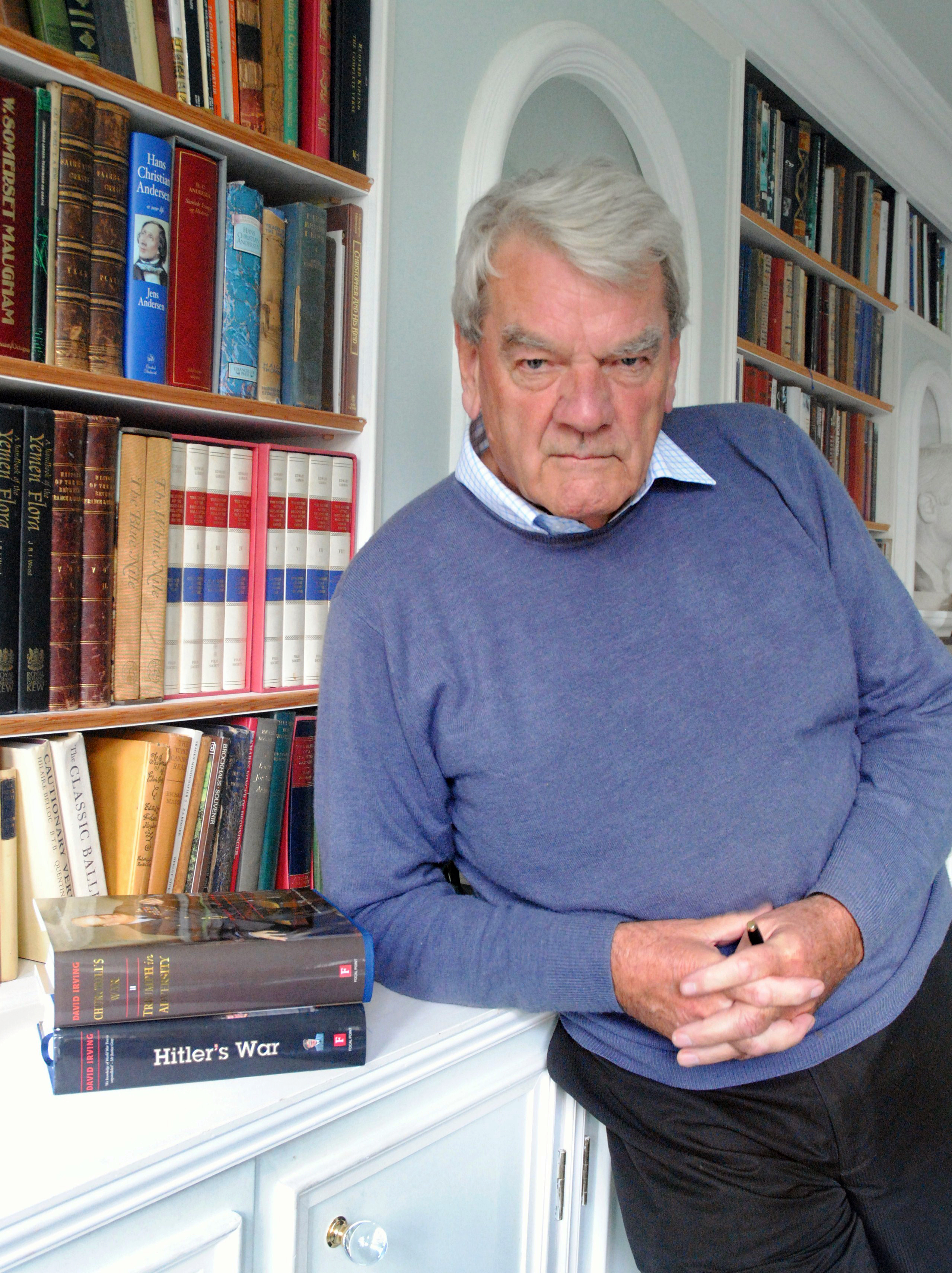
Il negazionista dell'Olocausto David Irving

Uno dei più diffusi negazionismi è quello relativo ai crimini nazisti e all'Olocausto. Il più noto mediaticamente è quello messo in atto dallo scrittore filonazista e razzista David Irving, che perse una causa per diffamazione da lui intentata contro la storica Deborah Lipstadt che lo definiva un "falsificatore della storia", nonostante il relativo successo di pubblico dei suoi libri.
Un altro famoso negazionista dei crimini del regime di Adolf Hitler è l'ex professore di critica letteraria all'Università di Lione Robert Faurisson, che si è prodigato per consolidare un'opinione che costituisce una delle colonne portanti della negazione dell'Olocausto, secondo la quale le camere a gas nei lager non sarebbero mai esistite, e se c'erano non avevano la funzione di sterminare le persone, ma solo quella di uccidere i pidocchi.
Il negazionismo italiano dell'Olocausto è rappresentato dagli scritti di Piero Sella.
Claudio Moffa, professore ordinario presso la Facoltà di Scienze Politiche dell'università di Teramo, durante alcune lezioni ha affermato che "non c'è alcun documento di Hitler che dicesse di 'sterminare tutti gli ebrei'", mentre, in seguito, ha lodato "la grandezza umana e politica di Ahmadinejad".
Nel 2012 si diffonde nel web in via semiclandestina il primo documentario italiano "Wissen macht frei  -  la conoscenza rende liberi" teso alla divulgazione delle tesi negazioniste e alla confutazione della storiografia nazista, attraverso la raccolta di materiale multimediale dai blog negazionisti e la citazione di noti negazionisti.

### Genocidio ucraino e massacri di Stati comunisti
Nel periodo in cui esistette l'Unione Sovietica, essa tentò di controllare ideologicamente e politicamente la stesura di libri storici, sia in ambito accademico che divulgativo. Tali tentativi ebbero il maggior successo nel periodo fra il 1934 e il 1952. Secondo lo storico Mehnert i sovietici tentarono d'indirizzare la produzione storica in senso favorevole all'imperialismo russo. Durante la segreteria di Nikita Khrushchev (1956–64), la storiografia sovietica, in ogni caso soggetta a un controllo meno stringente, si divise fra stalinisti e anti-stalinisti. Durante tale periodo, in ogni caso, gli storici preferivano dedicarsi a periodi storici meno "rischiosi", in particolare la storia medievale e classica, meno soggetta a pressioni politiche e ideologiche. A ogni modo, malgrado il rischio a cui si sottoponevano, non tutti gli storici sovietici del periodo accettarono le ingerenze politiche.
Il peso della storia personale dei vari politici all'interno del partito era cruciale, pertanto la storia del PCUS era fondamentale. A esempio i riferimenti a politici vittime delle purghe staliniane venivano rimossi persino dalle fotografie.
La storiografia della guerra fredda è invece segnata dalla controversia sulla negazione dei crimini staliniani, del massacro di Katyn', dell'holodomor contro il popolo ucraino, del progetto Venona e dello spionaggio sovietico e statunitense.
Il problema del negazionismo dei massacri attuati da Stati comunisti e da Stalin in particolare è stato sollevato anche in Italia. L'accusa di negazionismo dei crimini di Stalin è stata rivolta dallo storico Sergio Luzzatto al collega Luciano Canfora; inoltre Canfora nel 1994 definiva "altamente positiva per la Russia" la dittatura di Iosif Stalin: "Uno statista può essere valutato per quello che ha fatto per il suo Paese. L'opera di Stalin è stata positiva, anche se aspra, per la Russia al contrario di quella di Gorbaciov."

### Genocidi nel vicino Oriente
Attualmente l'azione più consistente volta a permettere che determinati fatti storici nel vicino Oriente vengano alla luce, superando il negazionismo, viene dalla Francia, particolarmente in riferimento ai genocidi avvenuti nel medio Oriente.
In occasione della domanda di ingresso della Turchia nell'Unione europea vari paesi dell'UE hanno posto condizioni volte a indurre il governo turco a seguire l'esempio della Germania ammettendo gli antichi massacri, dei quali gli attuali governi turchi non hanno alcuna colpa. Si chiede anche di togliere alcune limitazioni attuali ai diritti dei superstiti, fra le quali il divieto del ricordo.
L'Argentina ha approvato una legge che istituisce il 24 aprile di ogni anno la "Giornata per la tolleranza e il rispetto tra i popoli"; in questo giorno vengono commemorate le vittime del genocidio armeno. La legge è stata approvata dalla Camera dei deputati il 29 novembre 2006 e dal Senato il 13 dicembre 2006 e promulgata il 12 gennaio 2007.

### Altri casi di negazionismo
Negli ultimi decenni il termine negazionismo è stato impiegato in nuovi ambiti:

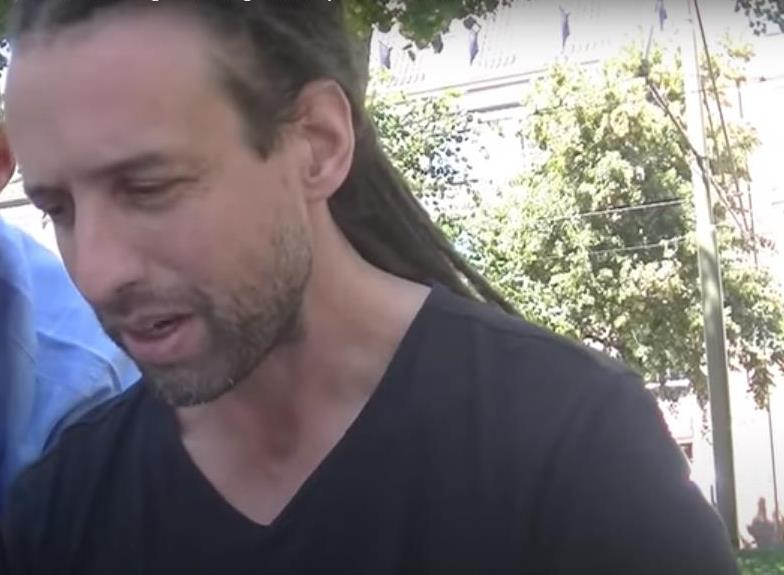
Willem Engel, leader negazionista olandese del Covid-19

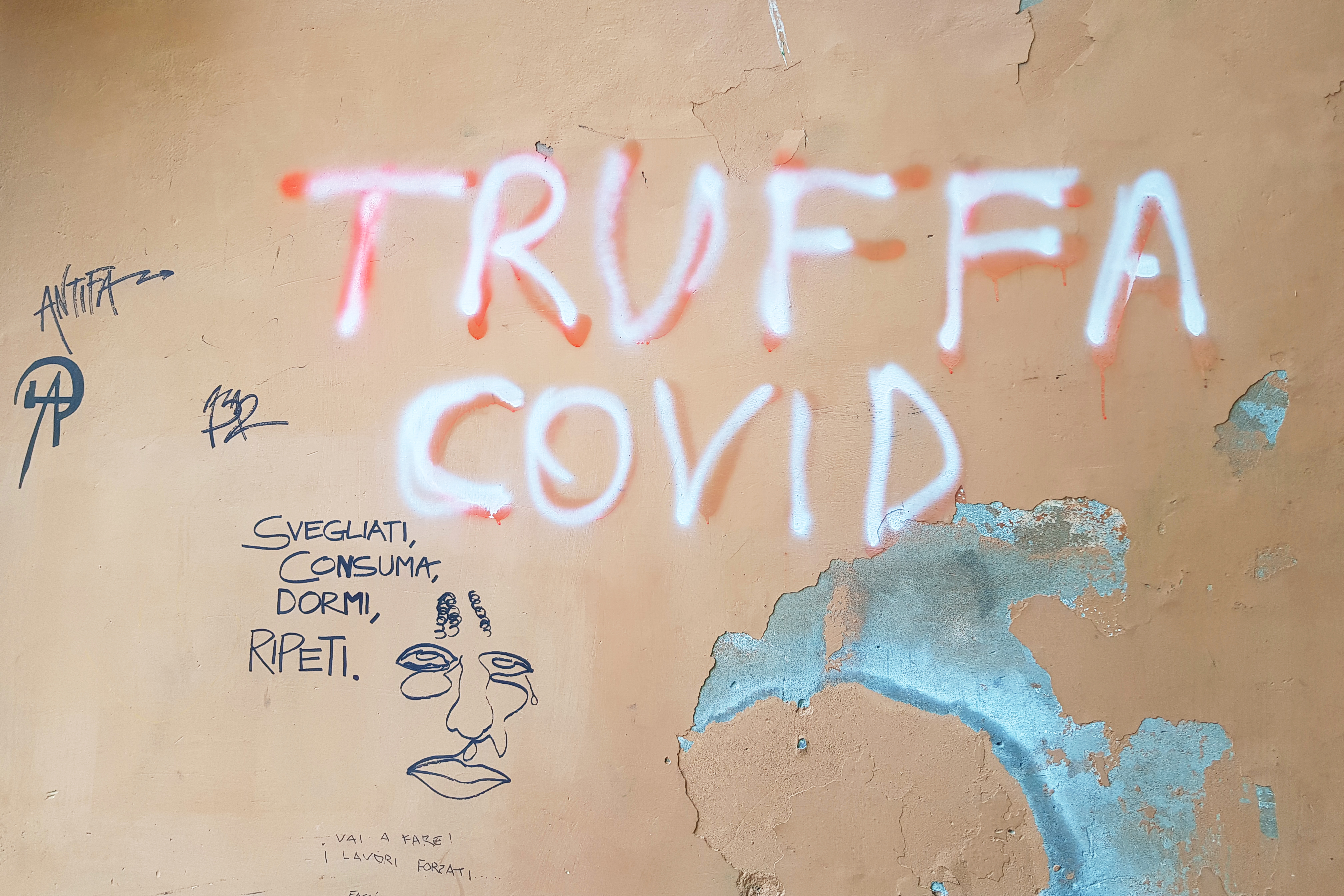
Un graffito a Roma che considera la pandemia di COVID-19 del 2019-2021 una truffa

- Gli storici Diana Johnstone,[50] Lewis MacKenzie,[51][52] Milorad Dodik,[53] Pamela Geller[54][55] e Julia Gorin[56] sono stati considerati negazionisti per la loro tesi secondo la quale alcuni massacri compiuti durante la guerra civile jugoslava non sarebbero stati rivolti contro civili inermi ma contro partigiani nemici.
- Gli storici Hill e Yukiko hanno sottolineato tentativi di minimizzare gli effetti dei bombardamenti atomici di Hiroshima e Nagasaki[57].
- L'espressione "negazionismo" o "riduzionismo delle foibe" è utilizzata per definire le tesi presentate da esponenti del movimento di liberazione jugoslavo e dal governo comunista di Belgrado, che considerarono le stragi del 1943 e del 1945 come atti di giustizia contro criminali di guerra, fascisti e collaborazionisti, riducendo in genere il numero degli uccisi. La stessa espressione sta a indicare una corrente di pensiero che da un lato riprende alcuni temi del negazionismo jugoslavo e dall'altro ritiene che i massacri delle foibe siano un mero strumento di propaganda politica facente parte di una vasta campagna anticomunista, nazionalista e neoirredentista sviluppatasi nei decenni in Italia a partire dalla propaganda nazista e fascista degli ultimi anni della seconda guerra mondiale.
- I libri di testo pakistani sono stati criticati come negazionisti e indofobici[58] Dal 2001, il governo del Pakistan ha infatti annunciato che era in corso una revisione dei libri di testo scolastici da parte del locale ministero dell'istruzione.[59][60][61]
- Nel 2015-2016 il programma televisivo Le iene ha svolto diverse indagini su medici regolarmente iscritti all'albo che negano l'esistenza del virus dell'HIV, che a loro dire sarebbe solo un'invenzione delle case farmaceutiche per incrementare i profitti[62].
- Nel corso della pandemia di COVID-19 sono state definite negazioniste le posizioni di coloro che si dichiaravano scettici sull'esistenza del virus e promuovevano la trasgressione delle misure miranti a contrastarne la diffusione quali confinamento, utilizzo delle mascherine e mantenimento della distanza di sicurezza[63]. Tra i personaggi più noti, Robert F. Kennedy Jr., negli USA, l'ex medico britannico Andrew Wakefield e Willem Engel, leader del movimento olandese Viruswaanzin. Altri movimenti associati a casi di negazionismo ci sono stati tra i No Mask ed i No Vax, che manifestavano insieme ai negazionisti definendo la pandemia «una fesseria» e ritenevano che le misure prese avessero il reale obiettivo il ridurre la libertà ed il nascondere la verità.[64] A ciò hanno fatto seguito i No Green pass, che hanno asserito che il pass sanitario rilasciato a chi si vaccinava contro il COVID-19 oppure risultava negativo al tampone diagnostico e altre misure similari fossero trattamenti simili a quelli inflitti ai deportati durante il nazifascismo.[65]